# Jule Goikoetxea Mentxaka
Jule Goikoetxea Mentxaka (Sant Sebastià, País Basc, 1981) és una filòsofa política, escriptora i activista feminista basca, coneguda per la seva producció teòrica i literària.

## Biografia

### Formació universitària i recerca acadèmica
Es va titular en Filosofia i Periodisme a la Universitat del País Basc (UPV/EHU) i en Ciències Polítiques i Sociologia a la Universitat de Cambridge. A la UPV/EHU, de 2005 a 2007, va fer estudis doctorals al programa Ciència, Filosofia, Tecnologia i Societat, els quals va continuar el 2008 amb el màster War, Intervention and Development (Open University)
Va obtenir el doctorat en Filosofia el 2009. En la seva tesi, La pràctica de la incomunicació o el conflicte discursiu, investiga el corpus de debat en l'àmbit parlamentari del País Basc basant-se en propostes teòriques i metodològiques d'autors com Foucault i Laclau. Defineix «Pràctica de la Incomunicació Discursiva» com la posada en joc en la deliberació d'objectes discursius no comuns i mútuament excloents de manera que, àdhuc havent-hi diàleg, no es dona el fet comunicatiu.
Entre els anys 2010 i 2013, va treballar com a investigadora postdoctoral a la Universitat de Cambridge al Regne Unit i a la Queen's University al Canadà. Durant el 2016 va realitzar una recerca postdoctoral al St Antony's College d'Oxford, per a l'escriptura del llibre, publicat el 2017, Privatizing Democracy: Global ideas, European politics and Basque territories, que posteriorment s'ha publicat en basc, castellà i italià.

### Trajectòria docent
És professora del Departament de Ciències Polítiques de la Universitat del País Basc. Va ser Directora del Màster en Governança i Estudis Polítics entre 2014-2016 i investiga a l'International Gender Studies Centre de la Universitat d'Oxford i, com a membre fundadora del Critical Theory Group Bilbo-Barcelona, fa recerca a la Universitat Pompeu Fabra i a la Universitat de Barcelona.
Ha publicat articles científics en editorials com Taylor and Francis, Routledge i Springer, i en revistes com a Regional and Federal Studies, Ethnopolitics, Nationalities Paper i Cambridge University Journal of Politics.

### Trajectòria activista feminista
A més de per la seva activitat acadèmica és coneguda pel seu activisme feminista, independentista i anticapitalista. Part del la seva consciència militant es va desenvolupar a Berlín arran de l'activisme relacionat amb el moviment antiglobalització. Des que resideix al País Basc, és membre del Moviment Feminista d'Euskal Herria. Perquè les dones arribin a ser un subjecte polític, reivindica l'existència d'espais no mixts d'apoderament i organització. És una de les veus que més està seguint i analitzant l'ascens de l'extrema dreta a l'Estat espanyol des de la irrupció de Vox en el mapa polític.
És editora de la col·lecció LISIPE de pensament feminista. Després de la visita d'Angela Davis a Euskal Herria, juntament amb Idurre Eskisabel, Lorea Agirre i Maialen Lujanbio, va col·laborar en l'edició i traducció que Danele Sarriugarte va fer de la seva obra Dones, raça i classe al basc, sota el títol Emakumeak, arraza eta klasea.

## Aportacions teòriques
Goikoetxea és coneguda per les seves aportacions a la teoria del discurs i la comunicació, el feminisme materialista, la democràcia patriarcal, el nacionalisme i l'estat. Ha analitzat els mecanismes de la reproducció del poder polític i social, inclòs el prestigi, l'autoritat i la violència simbòlica: 
Les categories d'home i de dona, igual que les categories de negre-blanc i de capitalista-obrer, són categories sociopolítiques i socioeconòmiques, no científiques, i aquestes categories no articulen la diferència, sinó l'explotació. 
També ha investigat i teoritzat sobre nacionalisme i sobirania, i més específicament, sobre la privatització de la democràcia, procés mitjançant el qual la sobirania popular o el poder popular per decidir com autogovernar-se queda en mans privades (corporacions, executius i lobbies). D'aquesta manera, el poder popular o polític queda privatitzat mitjançant els executius i les corporacions actuals, la qual cosa porta a una major acumulació de capital en poques mans. D'altra banda, defensa que l'Estat no està desapareixent sinó que s'està transformant per donar resposta al nou autoritarisme neoliberal i patriarcal, procés en el qual la Unió Europea funciona com a dispositiu del capitalisme global amb l'objectiu de privatitzar la democràcia, és a dir, el poder popular i polític per a l'autogovern:
La transferència de les capacitats estatals i, per tant, les capacitats públiques i polítiques (des de la presa de decisions, l'elaboració de lleis i la implementació, fins a l'avaluació, re-regulació, producció i distribució) a mans privades, ja siguin experts, lobbies, grups d'interès, actors executius o corporacions, és el que caracteritza la privatització de la democràcia, i aquesta privatització de la democràcia es fa privatitzant l'Estat, el territori i la sobirania popular. 
Aquest procés es duu a terme mitjançant el sistema de govern no només europeu, sinó global, conegut com a governança multinivell i té com a objectiu, segons Goikoetxea, el desapoderament de les classes populars i molt especialment de les dones, ja que el neoliberalisme i el capitalisme són patriarcals. Desenvolupa el que ella defineix com a «Patriarcat capitalista» en els seus articles, tant científics com periodístics, en les seves columnes i els seus llibres. Una de les seves últimes propostes és la creació d'un Estat Basc Feminista, anticapitalista i federal des d'un feminisme anticapitalista, materialista i interseccional: 
No només els Estats són patriarcals, el capitalisme ho és, el feudalisme ho va ser i ho són en general les estructures públiques i això que anomenem «el comú». I és patriarcal perquè la societat és patriarcal. Per això proposem una república feminista, una societat feminista i un estat feminista. Perquè en cas contrari, serà patriarcal. 
A més de publicar articles, llibres i recerques, participa en congressos, conferències, debats i col·labora amb diferents mitjans de comunicació desenvolupant els seus plantejaments polítics i elaborant la seva crítica a les propostes neoidealistes i essencialistes de l'esquerranisme.